# Dudley Doskonały
Dudley Doskonały (ang. Dudley Do-Right) – amerykański film komediowy z 1999 roku.
Scenariusz oparty na kreskówce o tym samym tytule.

## Obsada
- Brendan Fraser - Dudley Do-Right
- Sarah Jessica Parker - Nell Fenwick
- Alfred Molina - Snidely Whiplash
- Eric Idle - Prospector Kim J. Darling
- Corey Burton - Narrator
- Robert Prosky - Inspector Fenwick
- Alex Rocco - Kumquat Chief
- Jack Kehler - Homer

## Odbiór

### Box office
Budżet filmu jest szacowany na 70 milionów dolarów. Łączny przychód - 10 mln dolarów.

### Krytyka w mediach
Film spotkał się z negatywną reakcją krytyków. W serwisie Rotten Tomatoes 16% ze 45 recenzji jest pozytywne, a średnia ocen wyniosła 2,3/10. Na portalu Metacritic średnia ocen z 23 recenzji wyniosła 44 punktów na 100.